# 斯沃博德涅 (梅利托波爾區)
46°57′36″N 35°42′58″E / 46.96000°N 35.71611°E
斯沃博德涅（烏克蘭語：Свободне）是位於烏克蘭東南部的村莊，由扎波羅熱州梅利托波爾區的米爾內市鎮負責管轄。該村始建於1923年，面積1.23平方公里，海拔高度45米，2001年人口262，人口密度每平方公里212.8人。